# Bahnstrecke Wrocław Świebodzki–Zgorzelec
| |                                                  |                                                         |                                                         |
| Streckennummer: | 274 (D29)                                        |                                                         |                                                         |
| Kursbuchstrecke (PKP): | 240, 255                                         |                                                         |                                                         |
| Streckenlänge: | 202,535 km                                       |                                                         |                                                         |
| Spurweite: | 1435 mm (Normalspur)                             |                                                         |                                                         |
| Stromsystem: | Wrocław Podg. WS–Lubań Śląski: 3 kV =            |                                                         |                                                         |
| Maximale Neigung: | 20 ‰                                             |                                                         |                                                         |
| Minimaler Radius: | 184 m                                            |                                                         |                                                         |
| Streckengeschwindigkeit: | 130 km/h                                         |                                                         |                                                         |
| Zweigleisigkeit: | Podg. WS–Jelenia Góra Zgorzelec–Zgorzelec Grenze |                                                         |                                                         |
| |                                                  |                                                         |                                                         |
| \| \| 0,000 \| Wrocław Świebodzki früher Breslau Freiburger Bf* \| Wrocław Świebodzki früher Breslau Freiburger Bf* \| \| \| \| Szczecin–Wrocław \| \| \| \| \| nach Wrocław-Gądów \| \| \| \| \| von Wrocław Główny über Wrocław-Grabiszyn \| \| \| \| 1,563 \| Podg. WS \| Podg. WS \| \| \| \| Güterumfahrung \| \| \| \| \| nach Wrocław-Muchobór \| \| \| \| \| von Wrocław-Gądów \| \| \| \| 5,201 \| Wrocław-Zachodni früher Lohbrück* \| Wrocław-Zachodni früher Lohbrück* \| \| \| \| nach Wrocław Klecina \| \| \| \| 10,461 \| Smolec früher Schmolz* \| Smolec früher Schmolz* \| \| \| 14,786 \| Sadowice Wrocławskie früher Schill* \| Sadowice Wrocławskie früher Schill* \| \| \| 20,365 \| Kąty Wrocławskie früher Kanth* \| Kąty Wrocławskie früher Kanth* \| \| \| 28,772 \| Podg. Mietków \| Podg. Mietków \| \| \| \| (Neutrassierung 1980) \| \| \| \| 29,718 \| Mietków \| Mietków \| \| \| 30,210 \| Mietków WKSM früher Mettkau* \| Mietków WKSM früher Mettkau* \| \| \| \| bocz. Majkoltrans \| \| \| \| \| \| \| \| \| 35,848 \| Imbramowice früher Ingramsdorf* \| Imbramowice früher Ingramsdorf* \| \| \| 42,612 \| Żarów früher Saarau* \| Żarów früher Saarau* \| \| \| \| von Kamienec Zabkowicki \| \| \| \| 48,140 \| Jaworzyna Śląska früher Königszelt* \| Jaworzyna Śląska früher Königszelt* \| \| \| \| nach Legnica \| \| \| \| 53,729 \| Świebodzice Ciernie früher Zirlau* \| Świebodzice Ciernie früher Zirlau* \| \| \| 57,541 \| Świebodzice früher Freiburg (Schles) \| Świebodzice früher Freiburg (Schles) \| \| \| 65,930 \| Wałbrzych Szczawienko früher Nieder Salzbrunn \| Wałbrzych Szczawienko früher Nieder Salzbrunn \| \| \| \| nach Boguszów Gorce–Meziměstí \| \| \| \| 69,806 \| Wałbrzych Miasto früher Waldenburg-Altwasser \| Wałbrzych Miasto früher Waldenburg-Altwasser \| \| \| 72,588 \| Wałbrzych Thorez \| Wałbrzych Thorez \| \| \| 74,566 \| Wałbrzych Fabryczny früher Waldenburg (Schles) \| Wałbrzych Fabryczny früher Waldenburg (Schles) \| \| \| \| von Kłodzko Główne \| \| \| \| 78,912 \| Wałbrzych Główny früher Waldenburg-Dittersbach* \| Wałbrzych Główny früher Waldenburg-Dittersbach* \| \| \| \| Schönhuter Tunnel (284 m; 1933/1937 abgetragen) \| \| \| \| 82,783 \| Szybowice Wałbrzyskie (1985–1991) \| Szybowice Wałbrzyskie (1985–1991) \| \| \| \| von Wałbrzych Szczawienko \| \| \| \| 83,856 \| Boguszów Gorce Wschód früher Fellhammer* \| Boguszów Gorce Wschód früher Fellhammer* \| \| \| 83,870 \| nach Meziměstí \| nach Meziměstí \| \| \| \| Verbindungskurve von Boguszów Gorce Towarowa \| \| \| \| 85,513 \| Boguszów Gorce früher Gottesberg (Schles)* \| Boguszów Gorce früher Gottesberg (Schles)* \| \| \| 88,352 \| Boguszów Gorce Zachód früher Rothenbach (Schles)* \| Boguszów Gorce Zachód früher Rothenbach (Schles)* \| \| \| \| bocz. kopalnia melafiru Czarny Bór \| \| \| \| 93,017 \| Witków Śląski früher Wittgendorf (Kr Landeshut Schles)* \| Witków Śląski früher Wittgendorf (Kr Landeshut Schles)* \| \| \| 98,843 \| Sędzisław früher Ruhbank* \| Sędzisław früher Ruhbank* \| \| \| \| nach Lubawka \| \| \| \| \| Boberbrücke \| \| \| \| \| Verbindungskurve von Podg. Kruzin \| \| \| \| 101,412 \| Podg. Marciszów Górny \| Podg. Marciszów Górny \| \| \| \| Boberbrücke \| \| \| \| \| von Malczyce \| \| \| \| 105,182 \| Marciszów früher Merzdorf (Schles)* \| Marciszów früher Merzdorf (Schles)* \| \| \| \| nach Jerzmanice Zdrój \| \| \| \| \| Boberbrücke \| \| \| \| 107,860 \| Ciechanowice früher Rudelstadt* \| Ciechanowice früher Rudelstadt* \| \| \| \| Boberbrücke \| \| \| \| \| Boberbrücke \| \| \| \| 113,580 \| Janowice Wielkie früher Jannowitz (Schles)* \| Janowice Wielkie früher Jannowitz (Schles)* \| \| \| \| Boberviadukt \| \| \| \| 117,103 \| Trzcińsko früher Rohrlach* \| Trzcińsko früher Rohrlach* \| \| \| 118,548 \| Wojanowski (Rohrlacher Tunnel; 293 m) \| Wojanowski (Rohrlacher Tunnel; 293 m) \| \| \| 120,753 \| Wojanów früher Schildau (Bober)* \| Wojanów früher Schildau (Bober)* \| \| \| \| von Kamienna Góra \| \| \| \| 125,808 \| Jelenia Góra früher Hirschberg (Rsgb) Hbf* \| Jelenia Góra früher Hirschberg (Rsgb) Hbf* \| \| \| \| Boberbrücke \| \| \| \| 127,125 \| Jelenia Góra Zabobrze \| Jelenia Góra Zabobrze \| \| \| \| nach Żagań \| \| \| \| \| Żagań–Jelenia Góra \| \| \| \| \| Boberviadukt \| \| \| \| 129,320 \| Podg. Dębowa Góra \| Podg. Dębowa Góra \| \| \| \| nach Kořenov \| \| \| \| 136,333 \| Rybnica früher Reibnitz* \| Rybnica früher Reibnitz* \| \| \| 142,062 \| Stara Kamienica früher Altkemnitz (Riesengeb)* \| Stara Kamienica früher Altkemnitz (Riesengeb)* \| \| \| 146,812 \| Kwieciszowice früher Blumendorf* \| Kwieciszowice früher Blumendorf* \| \| \| 147,600 \| bocz. Góra Kamienista Kopalnia Bazaltu \| bocz. Góra Kamienista Kopalnia Bazaltu \| \| \| 151,844 \| Rębiszów früher Rabishau* \| Rębiszów früher Rabishau* \| \| \| 157,344 \| Młyńsko früher Mühlseifen* \| Młyńsko früher Mühlseifen* \| \| \| \| von Jindřichovice pod Smrkem \| \| \| \| \| Oelsebrücke \| \| \| \| 163,412 \| Gryfów Śląski früher Greiffenberg (Schles)* \| Gryfów Śląski früher Greiffenberg (Schles)* \| \| \| \| nach Legnica \| \| \| \| 165,963 \| Ubocze früher Schosdorf* \| Ubocze früher Schosdorf* \| \| \| 169,720 \| Olszyna Lubańska früher Langenöls* \| Olszyna Lubańska früher Langenöls* \| \| \| \| Queisbrücke \| \| \| \| \| von Leśna \| \| \| \| 177,790 \| Lubań Śląski früher Lauban* \| Lubań Śląski früher Lauban* \| \| \| \| nach Węgliniec \| \| \| \| 184,037 \| Zaręba früher Lichtenau (Schles)* \| Zaręba früher Lichtenau (Schles)* \| \| \| 188,530 \| Batowice Lubańskie früher Nieder Heidersdorf* \| Batowice Lubańskie früher Nieder Heidersdorf* \| \| \| 191,850 \| Mikułowa früher Nikolausdorf* \| Mikułowa früher Nikolausdorf* \| \| \| \| nach Bogatynia \| \| \| \| \| Verbindungskurve von Podg. Las \| \| \| \| 192,999 \| Podg. Studniska \| Podg. Studniska \| \| \| 194,300 \| Studniska (im Bau) \| Studniska (im Bau) \| \| \| 197,383 \| Jerzmanki früher Hermsdorf (b Görlitz)* \| Jerzmanki früher Hermsdorf (b Görlitz)* \| \| \| 199,829 \| Podg. Krysin \| Podg. Krysin \| \| \| \| nach Podg. Zgorzelec miasto \| \| \| \| \| von Węgliniec \| \| \| \| 201,433 \| Zgorzelec früher Görlitz-Moys* (Keilbahnhof) \| Zgorzelec früher Görlitz-Moys* (Keilbahnhof) \| \| \| 202,455 \| Neißeviadukt (Staatsgrenze Polen-Deutschland) \| Neißeviadukt (Staatsgrenze Polen-Deutschland) \| \| \| \| nach Görlitz \| \| \| \| \| \| \| \| Quellen: deutsche Bahnhofsnamen von 1944[1][2] \| \| \| \| |                                                  |                                                         |                                                         |
| Kopfbahnhof Streckenanfang (Strecke außer Betrieb) | 0,000                                            | Wrocław Świebodzki früher Breslau Freiburger Bf*        | Wrocław Świebodzki früher Breslau Freiburger Bf*        |
| Kreuzung geradeaus unten (Strecke geradeaus außer Betrieb) |                                                  | Szczecin–Wrocław                                        | Szczecin–Wrocław                                        |
| Abzweig geradeaus und nach rechts (Strecke außer Betrieb) |                                                  | nach Wrocław-Gądów                                      | nach Wrocław-Gądów                                      |
| Abzweig ehemals geradeaus und von links |                                                  | von Wrocław Główny über Wrocław-Grabiszyn               | von Wrocław Główny über Wrocław-Grabiszyn               |
| Blockstelle | 1,563                                            | Podg. WS                                                | Podg. WS                                                |
| Kreuzung geradeaus unten |                                                  | Güterumfahrung                                          | Güterumfahrung                                          |
| Abzweig geradeaus und nach rechts |                                                  | nach Wrocław-Muchobór                                   | nach Wrocław-Muchobór                                   |
| Abzweig geradeaus und von rechts |                                                  | von Wrocław-Gądów                                       | von Wrocław-Gądów                                       |
| Bahnhof | 5,201                                            | Wrocław-Zachodni früher Lohbrück*                       | Wrocław-Zachodni früher Lohbrück*                       |
| Abzweig geradeaus und nach links |                                                  | nach Wrocław Klecina                                    | nach Wrocław Klecina                                    |
| Bahnhof | 10,461                                           | Smolec früher Schmolz*                                  | Smolec früher Schmolz*                                  |
| Bahnhof | 14,786                                           | Sadowice Wrocławskie früher Schill*                     | Sadowice Wrocławskie früher Schill*                     |
| Bahnhof | 20,365                                           | Kąty Wrocławskie früher Kanth*                          | Kąty Wrocławskie früher Kanth*                          |
| Blockstelle | 28,772                                           | Podg. Mietków                                           | Podg. Mietków                                           |
| Strecke von links · Abzweig geradeaus und nach rechts |                                                  | (Neutrassierung 1980)                                   | (Neutrassierung 1980)                                   |
| Haltepunkt / Haltestelle · Strecke | 29,718                                           | Mietków                                                 | Mietków                                                 |
| Strecke · Dienststation / Betriebs- oder Güterbahnhof | 30,210                                           | Mietków WKSM früher Mettkau*                            | Mietków WKSM früher Mettkau*                            |
| Strecke · Abzweig ehemals geradeaus und nach links |                                                  | bocz. Majkoltrans                                       | bocz. Majkoltrans                                       |
| Strecke nach links · Abzweig ehemals geradeaus und von rechts |                                                  |                                                         |                                                         |
| Bahnhof | 35,848                                           | Imbramowice früher Ingramsdorf*                         | Imbramowice früher Ingramsdorf*                         |
| Bahnhof | 42,612                                           | Żarów früher Saarau*                                    | Żarów früher Saarau*                                    |
| Abzweig geradeaus und von links |                                                  | von Kamienec Zabkowicki                                 | von Kamienec Zabkowicki                                 |
| Bahnhof | 48,140                                           | Jaworzyna Śląska früher Königszelt*                     | Jaworzyna Śląska früher Königszelt*                     |
| Abzweig geradeaus und nach rechts |                                                  | nach Legnica                                            | nach Legnica                                            |
| ehemaliger Haltepunkt / Haltestelle | 53,729                                           | Świebodzice Ciernie früher Zirlau*                      | Świebodzice Ciernie früher Zirlau*                      |
| Bahnhof | 57,541                                           | Świebodzice früher Freiburg (Schles)                    | Świebodzice früher Freiburg (Schles)                    |
| Bahnhof | 65,930                                           | Wałbrzych Szczawienko früher Nieder Salzbrunn           | Wałbrzych Szczawienko früher Nieder Salzbrunn           |
| Abzweig geradeaus und nach rechts |                                                  | nach Boguszów Gorce–Meziměstí                           | nach Boguszów Gorce–Meziměstí                           |
| Bahnhof | 69,806                                           | Wałbrzych Miasto früher Waldenburg-Altwasser            | Wałbrzych Miasto früher Waldenburg-Altwasser            |
| ehemaliger Haltepunkt / Haltestelle | 72,588                                           | Wałbrzych Thorez                                        | Wałbrzych Thorez                                        |
| Bahnhof | 74,566                                           | Wałbrzych Fabryczny früher Waldenburg (Schles)          | Wałbrzych Fabryczny früher Waldenburg (Schles)          |
| Abzweig geradeaus und von links |                                                  | von Kłodzko Główne                                      | von Kłodzko Główne                                      |
| Bahnhof | 78,912                                           | Wałbrzych Główny früher Waldenburg-Dittersbach*         | Wałbrzych Główny früher Waldenburg-Dittersbach*         |
| Tunnel |                                                  | Schönhuter Tunnel (284 m; 1933/1937 abgetragen)         | Schönhuter Tunnel (284 m; 1933/1937 abgetragen)         |
| Haltepunkt / Haltestelle | 82,783                                           | Szybowice Wałbrzyskie (1985–1991)                       | Szybowice Wałbrzyskie (1985–1991)                       |
| Abzweig geradeaus und ehemals von rechts |                                                  | von Wałbrzych Szczawienko                               | von Wałbrzych Szczawienko                               |
| Bahnhof | 83,856                                           | Boguszów Gorce Wschód früher Fellhammer*                | Boguszów Gorce Wschód früher Fellhammer*                |
| Abzweig geradeaus und nach links | 83,870                                           | nach Meziměstí                                          | nach Meziměstí                                          |
| Abzweig geradeaus und ehemals von links |                                                  | Verbindungskurve von Boguszów Gorce Towarowa            | Verbindungskurve von Boguszów Gorce Towarowa            |
| Bahnhof | 85,513                                           | Boguszów Gorce früher Gottesberg (Schles)*              | Boguszów Gorce früher Gottesberg (Schles)*              |
| Bahnhof | 88,352                                           | Boguszów Gorce Zachód früher Rothenbach (Schles)*       | Boguszów Gorce Zachód früher Rothenbach (Schles)*       |
| Abzweig geradeaus und nach links |                                                  | bocz. kopalnia melafiru Czarny Bór                      | bocz. kopalnia melafiru Czarny Bór                      |
| Haltepunkt / Haltestelle | 93,017                                           | Witków Śląski früher Wittgendorf (Kr Landeshut Schles)* | Witków Śląski früher Wittgendorf (Kr Landeshut Schles)* |
| Bahnhof | 98,843                                           | Sędzisław früher Ruhbank*                               | Sędzisław früher Ruhbank*                               |
| Abzweig geradeaus und nach links |                                                  | nach Lubawka                                            | nach Lubawka                                            |
| Brücke über Wasserlauf |                                                  | Boberbrücke                                             | Boberbrücke                                             |
| Abzweig geradeaus und ehemals von links |                                                  | Verbindungskurve von Podg. Kruzin                       | Verbindungskurve von Podg. Kruzin                       |
| ehemalige Blockstelle | 101,412                                          | Podg. Marciszów Górny                                   | Podg. Marciszów Górny                                   |
| Brücke über Wasserlauf |                                                  | Boberbrücke                                             | Boberbrücke                                             |
| Abzweig geradeaus und ehemals von rechts |                                                  | von Malczyce                                            | von Malczyce                                            |
| Bahnhof | 105,182                                          | Marciszów früher Merzdorf (Schles)*                     | Marciszów früher Merzdorf (Schles)*                     |
| Abzweig geradeaus und nach rechts |                                                  | nach Jerzmanice Zdrój                                   | nach Jerzmanice Zdrój                                   |
| Brücke über Wasserlauf |                                                  | Boberbrücke                                             | Boberbrücke                                             |
| Haltepunkt / Haltestelle | 107,860                                          | Ciechanowice früher Rudelstadt*                         | Ciechanowice früher Rudelstadt*                         |
| Brücke über Wasserlauf |                                                  | Boberbrücke                                             | Boberbrücke                                             |
| Brücke über Wasserlauf |                                                  | Boberbrücke                                             | Boberbrücke                                             |
| Bahnhof | 113,580                                          | Janowice Wielkie früher Jannowitz (Schles)*             | Janowice Wielkie früher Jannowitz (Schles)*             |
| Brücke über Wasserlauf |                                                  | Boberviadukt                                            | Boberviadukt                                            |
| Haltepunkt / Haltestelle | 117,103                                          | Trzcińsko früher Rohrlach*                              | Trzcińsko früher Rohrlach*                              |
| Tunnel | 118,548                                          | Wojanowski (Rohrlacher Tunnel; 293 m)                   | Wojanowski (Rohrlacher Tunnel; 293 m)                   |
| Haltepunkt / Haltestelle | 120,753                                          | Wojanów früher Schildau (Bober)*                        | Wojanów früher Schildau (Bober)*                        |
| Abzweig geradeaus und von links |                                                  | von Kamienna Góra                                       | von Kamienna Góra                                       |
| Bahnhof | 125,808                                          | Jelenia Góra früher Hirschberg (Rsgb) Hbf*              | Jelenia Góra früher Hirschberg (Rsgb) Hbf*              |
| Brücke über Wasserlauf |                                                  | Boberbrücke                                             | Boberbrücke                                             |
| Haltepunkt / Haltestelle | 127,125                                          | Jelenia Góra Zabobrze                                   | Jelenia Góra Zabobrze                                   |
| Abzweig geradeaus und nach links |                                                  | nach Żagań                                              | nach Żagań                                              |
| Kreuzung geradeaus oben |                                                  | Żagań–Jelenia Góra                                      | Żagań–Jelenia Góra                                      |
| Brücke über Wasserlauf |                                                  | Boberviadukt                                            | Boberviadukt                                            |
| ehemalige Blockstelle | 129,320                                          | Podg. Dębowa Góra                                       | Podg. Dębowa Góra                                       |
| Abzweig geradeaus und nach links |                                                  | nach Kořenov                                            | nach Kořenov                                            |
| Bahnhof | 136,333                                          | Rybnica früher Reibnitz*                                | Rybnica früher Reibnitz*                                |
| Haltepunkt / Haltestelle | 142,062                                          | Stara Kamienica früher Altkemnitz (Riesengeb)*          | Stara Kamienica früher Altkemnitz (Riesengeb)*          |
| Haltepunkt / Haltestelle | 146,812                                          | Kwieciszowice früher Blumendorf*                        | Kwieciszowice früher Blumendorf*                        |
| Abzweig geradeaus und ehemals nach rechts | 147,600                                          | bocz. Góra Kamienista Kopalnia Bazaltu                  | bocz. Góra Kamienista Kopalnia Bazaltu                  |
| Haltepunkt / Haltestelle | 151,844                                          | Rębiszów früher Rabishau*                               | Rębiszów früher Rabishau*                               |
| Haltepunkt / Haltestelle | 157,344                                          | Młyńsko früher Mühlseifen*                              | Młyńsko früher Mühlseifen*                              |
| Abzweig geradeaus und von links |                                                  | von Jindřichovice pod Smrkem                            | von Jindřichovice pod Smrkem                            |
| Brücke über Wasserlauf |                                                  | Oelsebrücke                                             | Oelsebrücke                                             |
| Bahnhof | 163,412                                          | Gryfów Śląski früher Greiffenberg (Schles)*             | Gryfów Śląski früher Greiffenberg (Schles)*             |
| Abzweig geradeaus und ehemals nach rechts |                                                  | nach Legnica                                            | nach Legnica                                            |
| Haltepunkt / Haltestelle | 165,963                                          | Ubocze früher Schosdorf*                                | Ubocze früher Schosdorf*                                |
| Haltepunkt / Haltestelle | 169,720                                          | Olszyna Lubańska früher Langenöls*                      | Olszyna Lubańska früher Langenöls*                      |
| Brücke über Wasserlauf |                                                  | Queisbrücke                                             | Queisbrücke                                             |
| Abzweig geradeaus und von links |                                                  | von Leśna                                               | von Leśna                                               |
| Bahnhof | 177,790                                          | Lubań Śląski früher Lauban*                             | Lubań Śląski früher Lauban*                             |
| Abzweig geradeaus und nach rechts |                                                  | nach Węgliniec                                          | nach Węgliniec                                          |
| Bahnhof | 184,037                                          | Zaręba früher Lichtenau (Schles)*                       | Zaręba früher Lichtenau (Schles)*                       |
| Haltepunkt / Haltestelle | 188,530                                          | Batowice Lubańskie früher Nieder Heidersdorf*           | Batowice Lubańskie früher Nieder Heidersdorf*           |
| Bahnhof | 191,850                                          | Mikułowa früher Nikolausdorf*                           | Mikułowa früher Nikolausdorf*                           |
| Abzweig geradeaus und ehemals nach links |                                                  | nach Bogatynia                                          | nach Bogatynia                                          |
| Abzweig geradeaus und von links |                                                  | Verbindungskurve von Podg. Las                          | Verbindungskurve von Podg. Las                          |
| Blockstelle | 192,999                                          | Podg. Studniska                                         | Podg. Studniska                                         |
| ehemaliger Haltepunkt / Haltestelle | 194,300                                          | Studniska (im Bau)                                      | Studniska (im Bau)                                      |
| Bahnhof | 197,383                                          | Jerzmanki früher Hermsdorf (b Görlitz)*                 | Jerzmanki früher Hermsdorf (b Görlitz)*                 |
| Blockstelle | 199,829                                          | Podg. Krysin                                            | Podg. Krysin                                            |
| Abzweig geradeaus und nach rechts |                                                  | nach Podg. Zgorzelec miasto                             | nach Podg. Zgorzelec miasto                             |
| Abzweig geradeaus und von rechts |                                                  | von Węgliniec                                           | von Węgliniec                                           |
| Bahnhof | 201,433                                          | Zgorzelec früher Görlitz-Moys* (Keilbahnhof)            | Zgorzelec früher Görlitz-Moys* (Keilbahnhof)            |
| Grenze auf Brücke über Wasserlauf | 202,455                                          | Neißeviadukt (Staatsgrenze Polen-Deutschland)           | Neißeviadukt (Staatsgrenze Polen-Deutschland)           |
| Strecke |                                                  | nach Görlitz                                            | nach Görlitz                                            |
| |                                                  |                                                         |                                                         |
| Quellen: deutsche Bahnhofsnamen von 1944 |                                                  |                                                         |                                                         |

Die Bahnstrecke Wrocław Świebodzki–Zgorzelec ist eine Eisenbahnverbindung in Polen, die ursprünglich von der Breslau-Schweidnitz-Freiburger Eisenbahn-Gesellschaft und den Preußischen Staatsbahnen erbaut und betrieben wurde. Sie verläuft in Niederschlesien von Breslau über Wałbrzych (Waldenburg) und Jelenia Góra (Hirschberg) nach Zgorzelec / Görlitz. Der Abschnitt Wałbrzych (Waldenburg)—Zgorzelec / Görlitz ist Teil der Schlesischen Gebirgsbahn.

## Bedeutung
In Preußen hatte die Strecke eine enorme Bedeutung für den Kohleversand aus dem Waldenburger Revier nach Mitteldeutschland und Berlin sowie für den Berufsverkehr zu den dortigen Steinkohleschächten.
Mit dem einsetzenden Fremdenverkehr im schlesischen Riesengebirge wurden direkte Schnellzüge von Berlin über diese Strecke geführt, wie beispielsweise der Bäderzug nach Bad Kudowa, die auch Kurswagen nach Ober Schreiberhau und Krummhübel führten.
Die Strecke war eine der ersten elektrifizierten Eisenbahnstrecken in Deutschland. Die hier gewonnenen Erkenntnisse hatten Pioniercharakter für die weitere Entwicklung der elektrischen Traktion in Deutschland.

## Geschichte

### Vorgeschichte und Bau
Wrocław–Wałbrzych
Erbaut wurde die Strecke von Breslau bis Altwasser von der Breslau-Schweidnitz-Freiburger Eisenbahn-Gesellschaft. Sie war die zweite Bahnlinie in Schlesien und sollte die Abfuhr von Steinkohle aus dem Waldenburger Revier erleichtern. Der Streckenabschnitt zwischen Breslau und Freiburg in Schlesien (polnisch Świebodzice) ging am 29. Oktober 1843 in Betrieb. Der für die Strecke errichtete Freiburger Bahnhof in Breslau ist heute nicht mehr in Betrieb. Die ungünstige Lage am Fuße des Gebirges erforderte das Umladen der Kohle, die zuvor von Fuhrwerken über Gefällestrecken zum Endpunkt der Strecke in Freiburg gebracht werden mussten. Am 10. März 1853 wurde deshalb die Strecke über Altwasser und Waldenburg unt. Bf. zum Wrangelschacht verlängert und ermöglichte so eine direkte Kohleabfuhr. Reiseverkehr wurde jedoch nur bis Altwasser betrieben.
Eröffnungsdaten:
- Breslau–Freiburg in Schlesien: 29. Oktober 1843
- Freiburg in Schlesien–Altwasser: 1. Mai 1853

Eine Neutrassierung bei Mettkau aufgrund eines geplanten Stausees wurde bereits Ende der 1930er Jahre von der Deutschen Reichsbahn geplant und 1983 von den PKP im Zuge der Anlage des Stausees umgesetzt.
Wałbrzych–Zgorzelec (Schlesische Gebirgsbahn)
Ein erstes Projekt für eine Bahnverbindung von Görlitz über Hirschberg und Waldenburg und weiter nach Glatz stammte schon von 1853. Damals plante Preußen eine eigene direkte Verbindung Berlins mit Wien unter Umgehung des Königreichs Sachsen. Österreich hatte jedoch aus strategischen Gründen kein Interesse an einer parallel zur eigenen Grenze führenden Eisenbahnstrecke.
Erst mit der beginnenden Industrialisierung in Deutschland wurde das alte Projekt wieder aufgegriffen, um einen billigen Transportweg für die im Waldenburger Revier geförderte Steinkohle nach Westen und Berlin zu erhalten. Am 24. September 1862 beschloss der Preußische Landtag den Bau der Schlesischen Gebirgsbahn von Kohlfurt nach Waldenburg mit einer Zweigbahn von Görlitz nach Lauban. Die Kilometrierung der Strecke erfolgte in Kohlfurt an die inzwischen verstaatlichte Niederschlesisch-Märkische Eisenbahn anknüpfend von Berlin aus.
In Görlitz und Kohlfurt beginnend wurde die Strecke abschnittsweise in den Jahren 1865 bis 1867 bis Dittersbach und weiter nach Altwasser fertiggestellt, wo man an die Strecke der Breslau-Schweidnitz-Freiburger Eisenbahn-Gesellschaft anschloss.
Eröffnungsdaten:
- Görlitz-Moys–Lauban–Reibnitz: 20. September 1865
- Kohlfurt–Lauban: 20. September 1865
- Reibnitz–Hirschberg: 20. August 1866
- Hirschberg–Dittersbach–Waldenburg: 16. August 1867
- Waldenburg–Altwasser: 28. Mai 1868

### Elektrifizierung
Nach anfänglichen erfolgreichen Versuchen in Mitteldeutschland, Berlin und Hamburg sollte der elektrische Zugbetrieb auch unter schwierigeren Fernverkehrs-Bedingungen erprobt werden. Hierzu wurde auch ein Abschnitt der Schlesischen Gebirgsbahn ausgewählt. Am 30. Juni 1911 bewilligte der Preußischen Landtag 9,9 Millionen Reichsmark für die sogenannte „Elektrisierung“ der Hauptbahn Lauban–Dittersbach–Königszelt mit Zweigstrecken.
1912 begannen die Bauarbeiten mit dem Kraftwerk Bahnkraftwerk Mittelsteine an der Strecke nach Glatz, welches die für den Bahnbetrieb nötige elektrische Energie kostengünstig aus geringwertiger Steinkohle erzeugten sollte. Den Auftrag zur Ausrüstung der Strecken mit einer Fahrleitung erhielten die Firmen AEG, Siemens-Schuckert und BEW.
Die Fahrleitungen wurden ähnlich der Bauarten auf der Strecke Dessau–Bitterfeld–Leipzig–Halle auf zweigleisiger Strecke und in Bahnhöfen in Jochbauweise sowie auf eingleisiger Strecke mit Einzelmasten errichtet. Die Bahnhöfe Fellhammer Gbf und Jannowitz wurden versuchsweise mit Querseiltragwerken ausgerüstet. Diese Bauweise setzte sich bei der Elektrifizierung von Bahnhöfen in Deutschland bis zum Ende des Jahrtausends als Standard durch. In den Bahnhöfen Nikolausdorf (heute: Mikułowa) und Hermsdorf (heute: Jerzmanki) wurden 1923 Schleuderbetonmasten als Abspannmasten für die Querseiltragwerke errichtet. Nach den Vereinheitlichungsgrundsätzen der Deutschen Reichsbahn wurde ab 1922 auch auf zweigleisigen Strecken zur Einzelmastbauweise übergegangen.

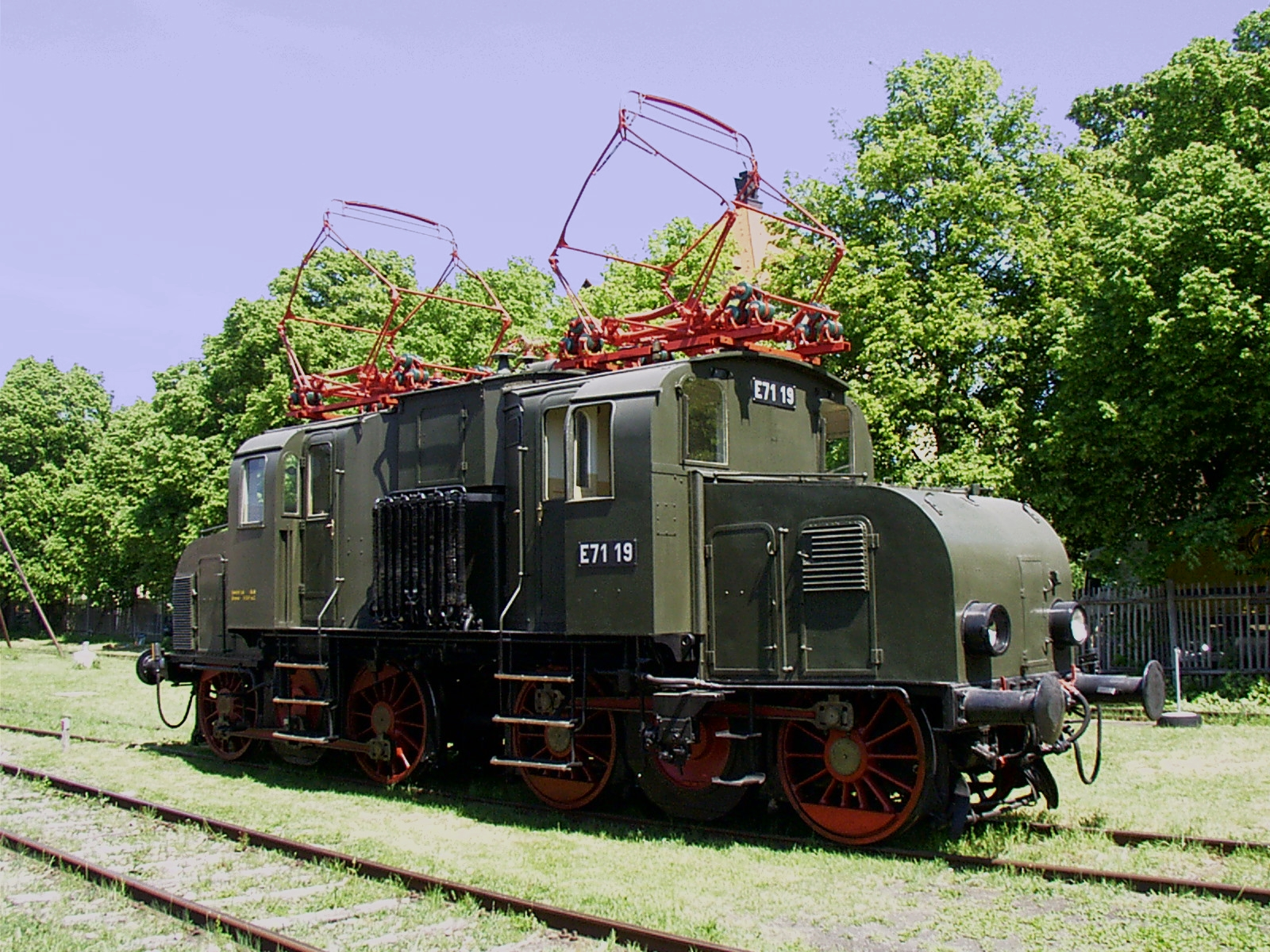
Ab 1915 in Schlesien im Einsatz: Baureihe E 71

Am 1. Juni 1914 wurde auf der Hauptbahn Nieder-Salzbrunn–Halbstadt der planmäßige elektrische Betrieb aufgenommen. Der Erste Weltkrieg verzögerte zunächst die weitere Elektrifizierung. Bereits eingebaute Fahrdrähte wurden überwiegend ausgebaut und an die Metallmobilmachungsstelle abgeliefert. Um die elektrischen Fahrzeuge auszunutzen, konzentrierte man sich auf die Fertigstellung der steigungsreichen Strecken im Waldenburger Revier. 1915 wurde der erste Abschnitt der Schlesischen Gebirgsbahn auf elektrischen Betrieb umgestellt. Teilweise wurden anstatt der kupfernen Fahrdrähte solche aus Eisen installiert. Erst 1919 wurden die Elektrifizierungsarbeiten auf der Schlesischen Gebirgsbahn fortgesetzt.
1915 wurden die ersten speziell für Schlesien bestimmten Elektrolokomotiven ausgeliefert, die als „schlesischen Kolosse“ bezeichneten Gelenklokomotiven, die dreiteilige EG 538 abc ff., spätere E 91.3, und die EP 202 ff, spätere E 30. Die zweiteilige EG 551 ff., spätere E 90.5 folgte 1918. Die vier ursprünglich für Berlin vorgesehenen (A1)(1A) Triebwagen (spätere DR-Baureihe ET 88) kamen erst 1921/22 hinzu.
Nach der vorläufigen Einstellung des elektrischen Betriebes in Mitteldeutschland im August 1914 wurden ab Frühjahr 1915 bis zum Sommer 1920 einige für Mitteldeutschland vorgesehene Ellok nach Schlesien überstellt bzw. dort angeliefert. Neben einzelnen Versuchslokomotiven (z. B. ES 2 und 3) kamen auch einige der preußischen Serienlokomotiven ES 9 ff und die EG 511–516 (spätere Baureihe E 71) nach Schlesien, wo sie auf den Strecken von Nieder Salzbrunn nach Halbstadt und von Königszelt nach Gottesberg (ab 1920 bis nach Hirschberg) eingesetzt wurden.
Folgende Tabelle zeigt die Eröffnungsdaten des elektrischen Zugbetriebes:
| Eröffnung         | Strecke                            | km    |
| ----------------- | ---------------------------------- | ----- |
| 15. Juli 1915     | Fellhammer – Gottesberg            | 1,7   |
| 1. Januar 1916    | Freiburg – Fellhammer              | 27,9  |
| 1. April 1917     | Königszelt – Freiburg              | 9,2   |
| 22. Oktober 1919  | Gottesberg – Ruhbank               | 13,3  |
| 8. Dezember 1919  | Ruhbank – Merzdorf                 | 6,3   |
| 16. Januar 1920   | Merzdorf – Schildau                | 15,6  |
| 21. Juni 1920     | Schildau – Hirschberg              | 5,1   |
| 15. April 1922    | Hirschberg – Lauban                | 51,9  |
| 1. September 1923 | Lauban – Görlitz                   | 25,58 |
| 28. Januar 1928   | Breslau Freiburger Bf – Königszelt | 48,31 |

### Im Zweiten Weltkrieg
Als gegen Ende des Zweiten Weltkrieges im Februar 1945 die sowjetischen Truppen die Oder überschritten hatten, war die Schlesische Gebirgsbahn bis Mai 1945 die einzige noch funktionierende Ost-West-Verbindung in Schlesien. Ein großer Teil der insgesamt 1,7 Mio. Kriegsflüchtlinge, die zwischen Januar und Mai 1945 aus Schlesien evakuiert werden mussten, wurden über die Schlesische Gebirgsbahn nach Westen transportiert. Nachdem zwischen dem 17. Februar und dem 8. März 1945 die Strecke bei Lauban nach einem Vorstoß der Roten Armee unterbrochen war, wurde ein Großteil der elektrischen Triebfahrzeuge über Polaun und Liebau nach Westen abgefahren. Ein elektrischer Zugverkehr war somit bis zum Kriegsende am 8. Mai 1945 nur noch teilweise möglich. Unmittelbar vor Kriegsende im Mai 1945 wurden der Rohrlacher Tunnel, der Boberviadukt in Hirschberg und der Neißeviadukt in Görlitz durch die Wehrmacht gesprengt.

### Im Betrieb der Polnischen Staatsbahn
Nach dem Zweiten Weltkrieg geriet Schlesien unter polnische Verwaltung und die Schlesische Gebirgsbahn gelangte ins Eigentum der Polnischen Staatsbahn PKP. Wegen der gesprengten Viadukte war zunächst kein durchgehender Zugverkehr möglich. Noch 1945 wurde das zweite Gleis als Kriegsbeute durch die sowjetische Besatzungsmacht abgebaut.

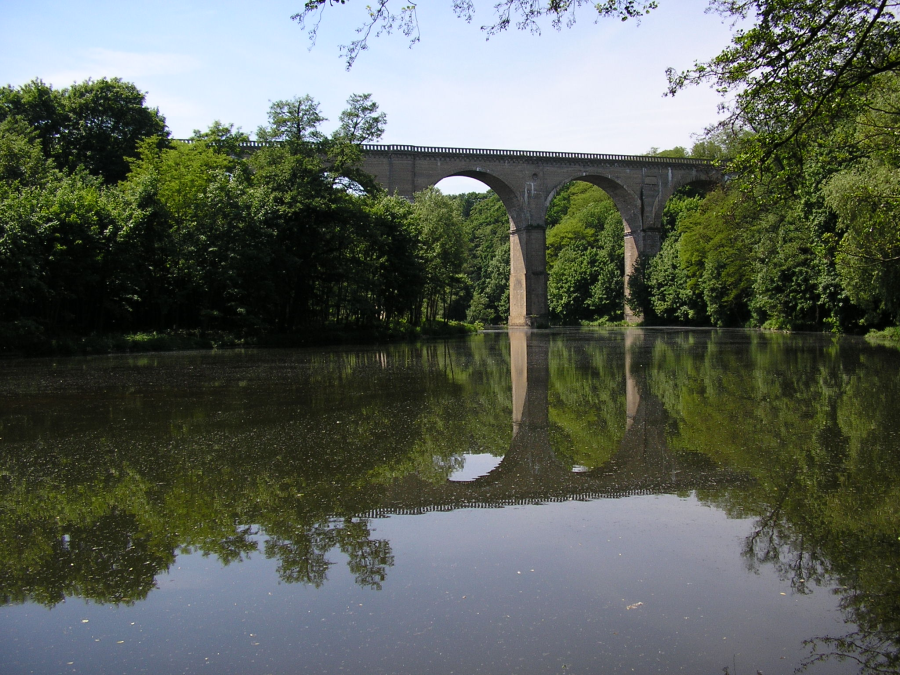
Der Neißeviadukt in Görlitz wurde erst 1957 wiederaufgebaut

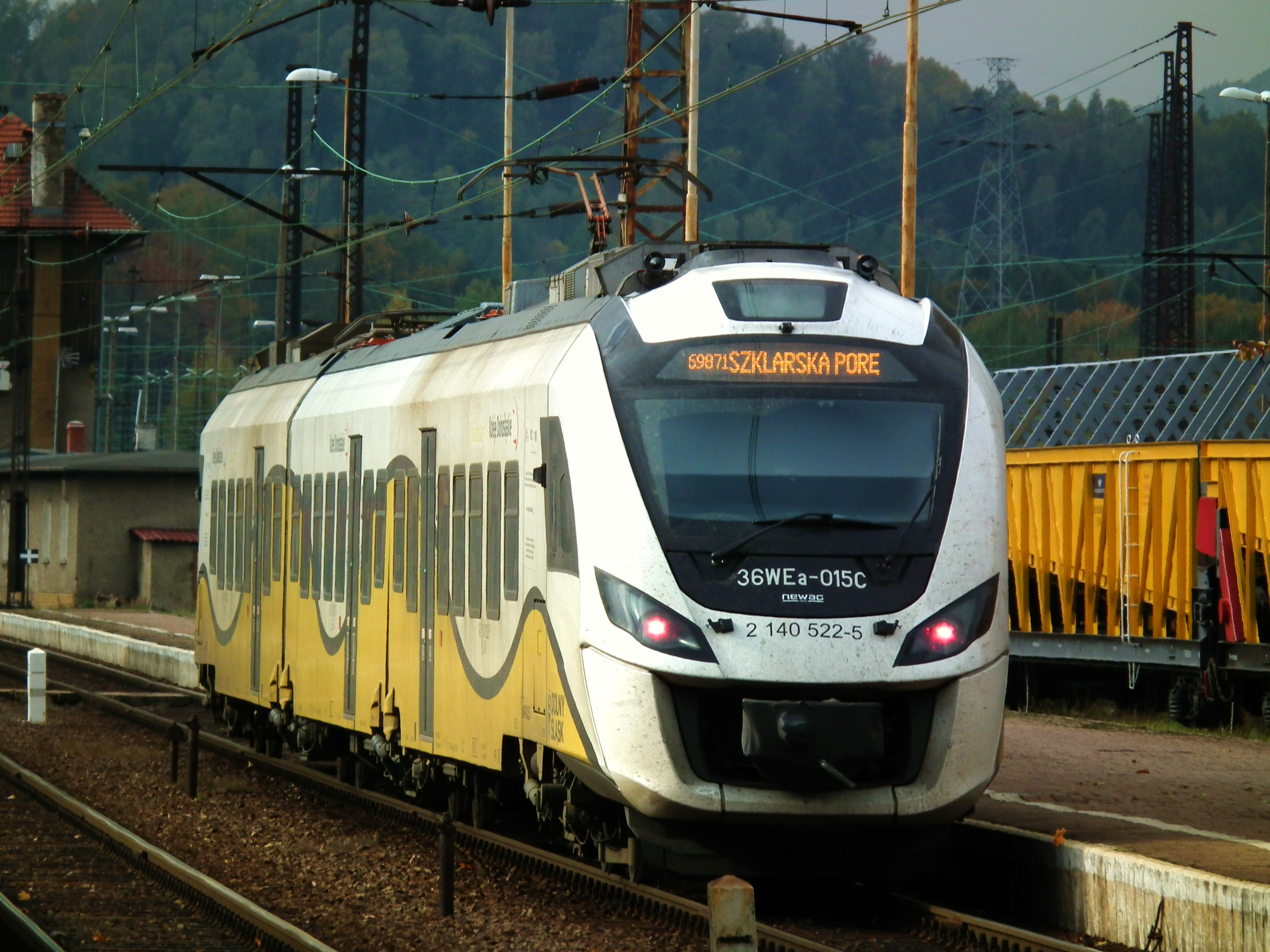
Reisezug von Koleje Dolnośląskie (Wałbrzych Główny; 2015)

Nach Beseitigung der Schäden an der Energieversorgung konnte 1945 der elektrische Zugbetrieb zwischen Hirschberg (seit 1945: Jelenia Góra) und Waldenburg (seit 1945: Wałbrzych) wiederaufgenommen werden. Wegen des gesprengten Rohrlacher Tunnels musste allerdings sämtlicher Zugverkehr den Umweg über die Nebenbahn Hirschberg–Landeshut nehmen. Letztlich fielen auch die in Schlesien gelegenen elektrifizierten Strecken unter die Reparationsforderungen der Sowjetunion. Ab Juli 1945 mussten die elektrischen Fahrleitungen demontiert werden. 1952 verkaufte die Sowjetunion die bis dahin ungenutzten elektrischen Ausrüstungen und Fahrzeuge an die Deutsche Reichsbahn, die sie für den Wiederaufbau des mitteldeutschen Netzes nutzte.
In den 1960er Jahren begann die PKP mit dem Wiederaufbau der Fahrleitung, nun allerdings für das bei den PKP übliche 3-kV-Gleichstromsystem. Am 18. Dezember 1965 konnte der elektrische Betrieb von Wrocław ausgehend bis Wałbrzych und am 17. Dezember 1966 bis Jelenia Góra aufgenommen werden. Seit dem 20. Dezember 1986 kann auch bis Lubań Śląski (Lauban) wieder elektrisch gefahren werden. Nur der Abschnitt zwischen Görlitz/Zgorzelec und Lubań Śląski blieb bis heute ohne Fahrdraht. Erstaunlich ist, dass für die erneute Elektrifizierung zumindest zum Teil die alten Fahrleitungsmaste aus den 1920er Jahren wiederverwendet wurden.
Vom 30. September 2002 bis 13. Dezember 2008 war der Reisezugverkehr zwischen Zgorzelec und Lubań Śląski eingestellt. Am 14. Dezember 2008 wurde der Personenzugverkehr wiederaufgenommen, jedoch bereits im Mai folgenden Jahres wieder eingestellt. Im Güterverkehr ist dieser Streckenabschnitt wegen des grenzüberschreitenden Verkehrs nach Tschechien (Grenzübergang Zawidów–Černousy) bedeutsam.
Am 11. Dezember 2011 wurde der Reiseverkehr zwischen Zgorzelec und Lubań Śląski durch das woiwodschaftseigene Eisenbahnverkehrsunternehmen Koleje Dolnośląskie (KD) mit fünf Zugpaaren wieder aufgenommen. Seit dem 13. Dezember 2015 werden drei Zugpaare grenzüberschreitend von und nach Görlitz durchgebunden. Im Fahrplanjahr 2020 wird dieser Abschnitt ausschließlich von Zügen der Relation (Görlitz –) Zgorzelec – Jelenia Góra bedient, die einen angenäherten Zweistundentakt fahren.

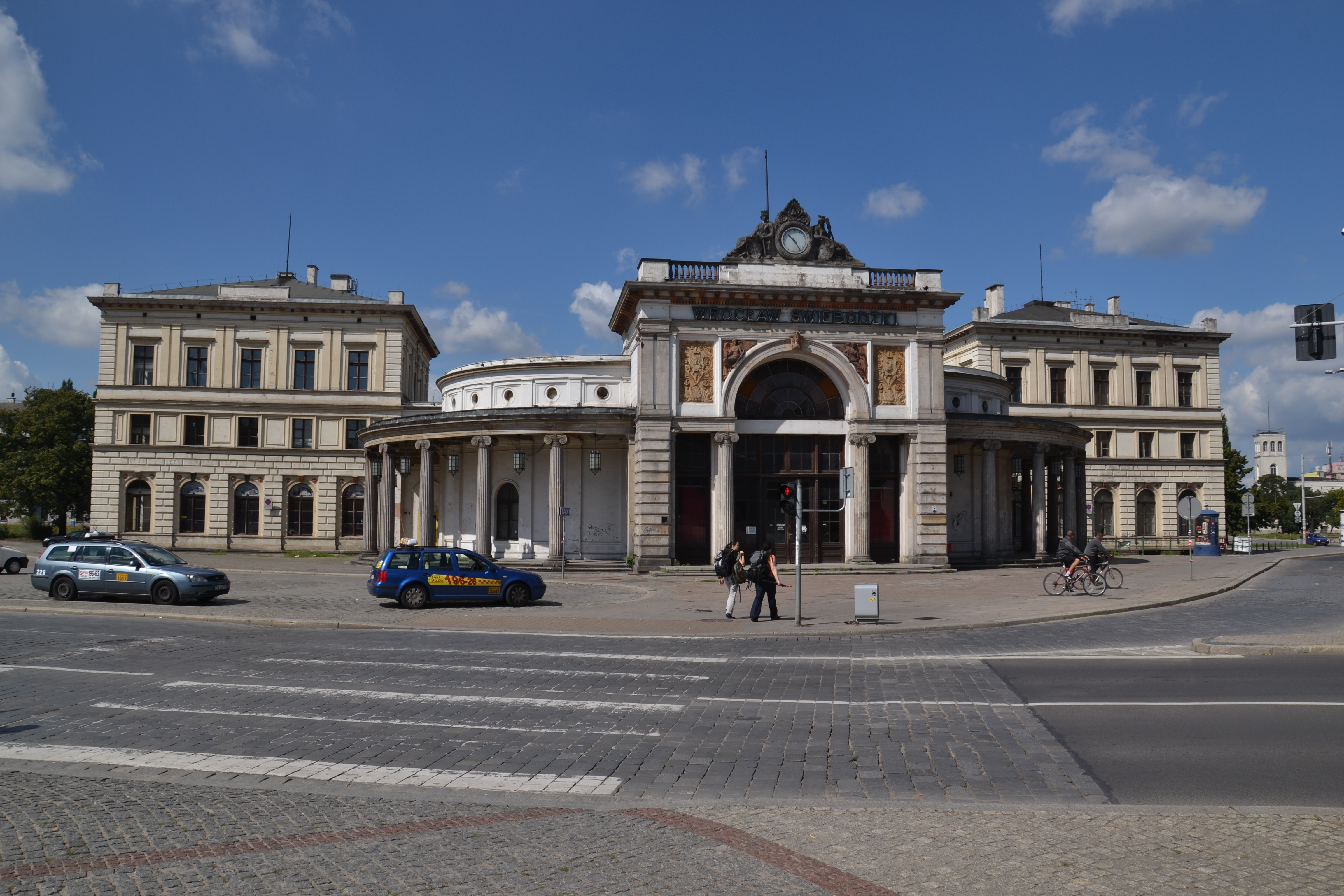
Bahnhof Wrocław Świebodzki
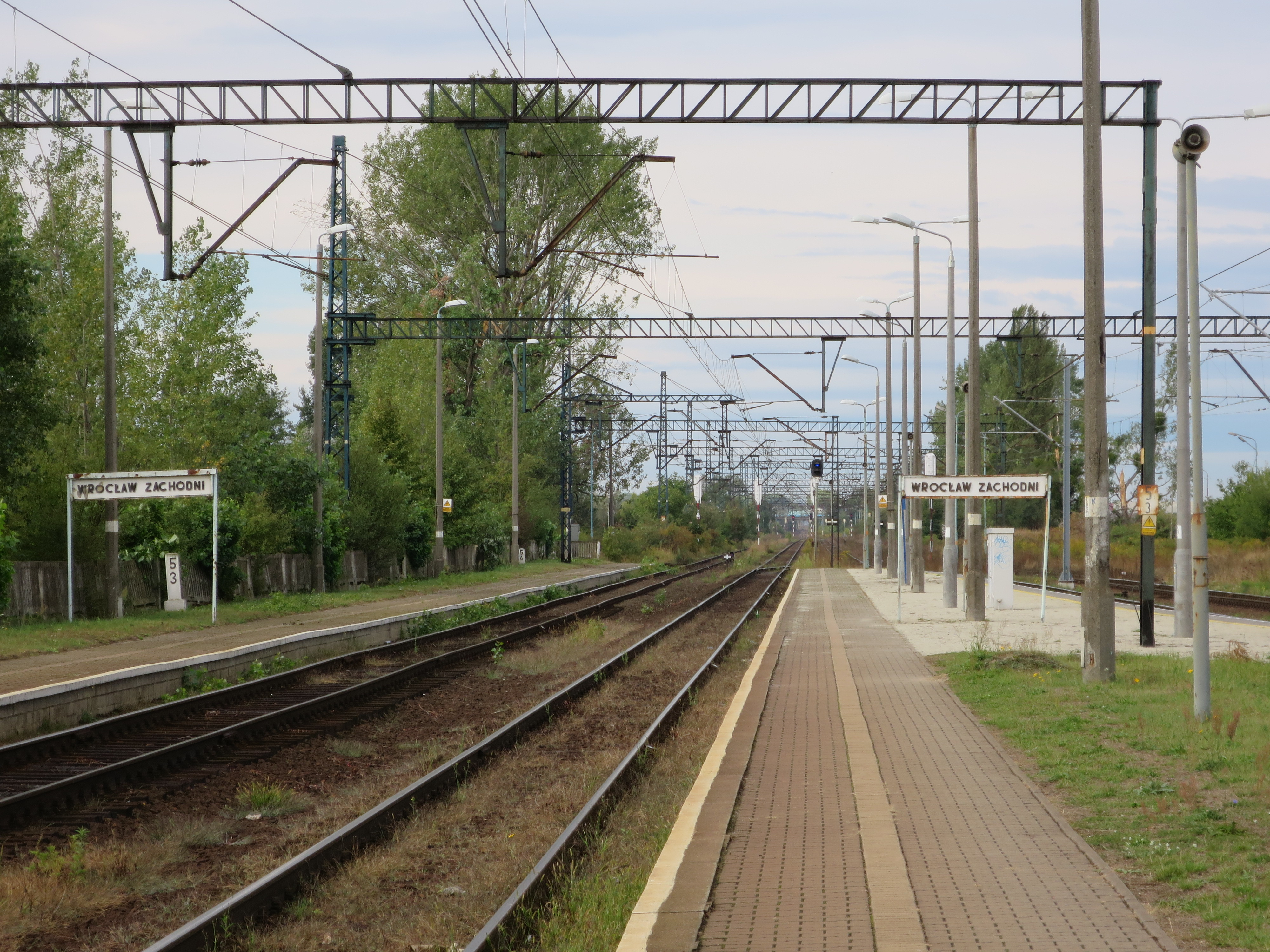
Bahnhof Wrocław Zachodni
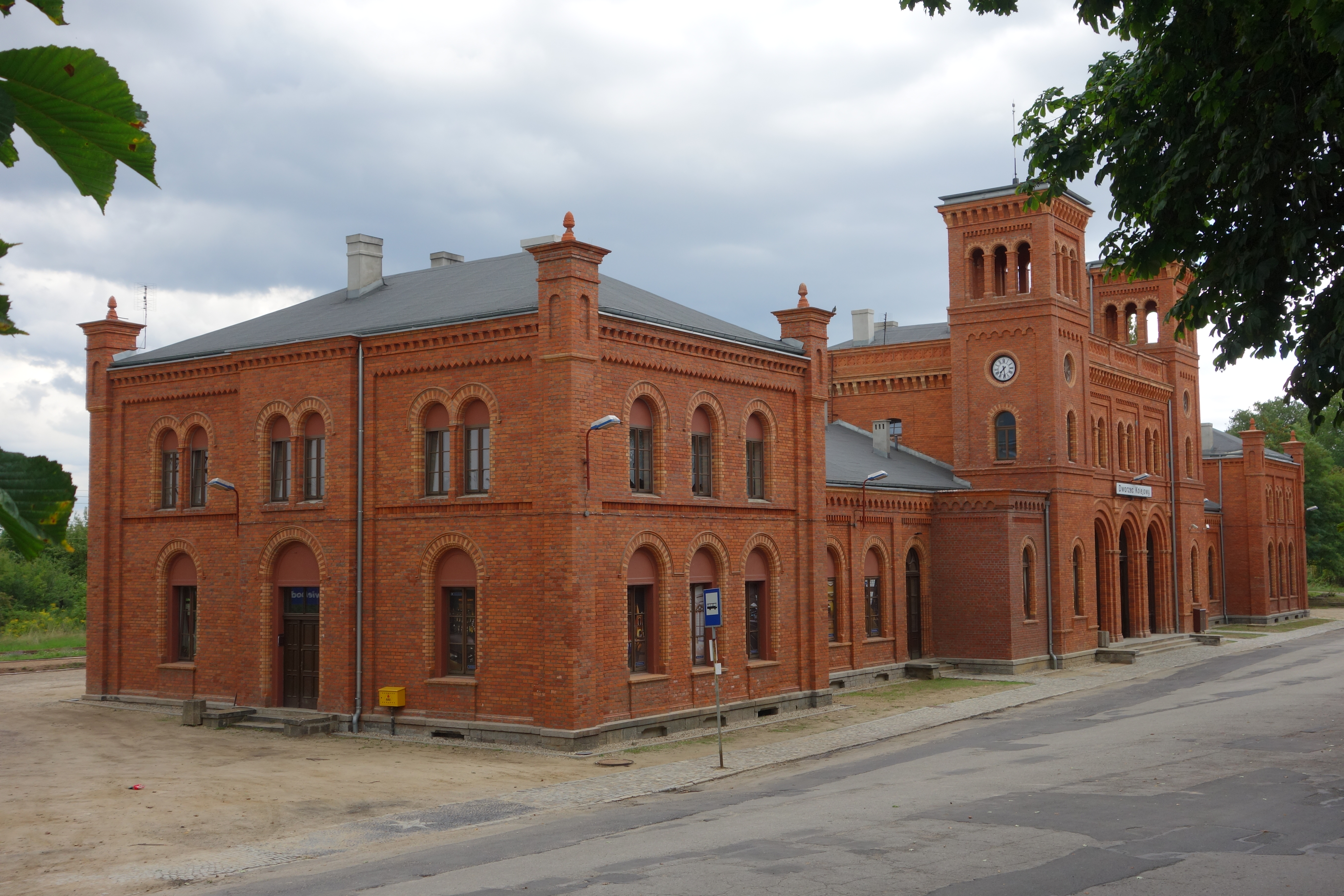
Bahnhof Świebodzice
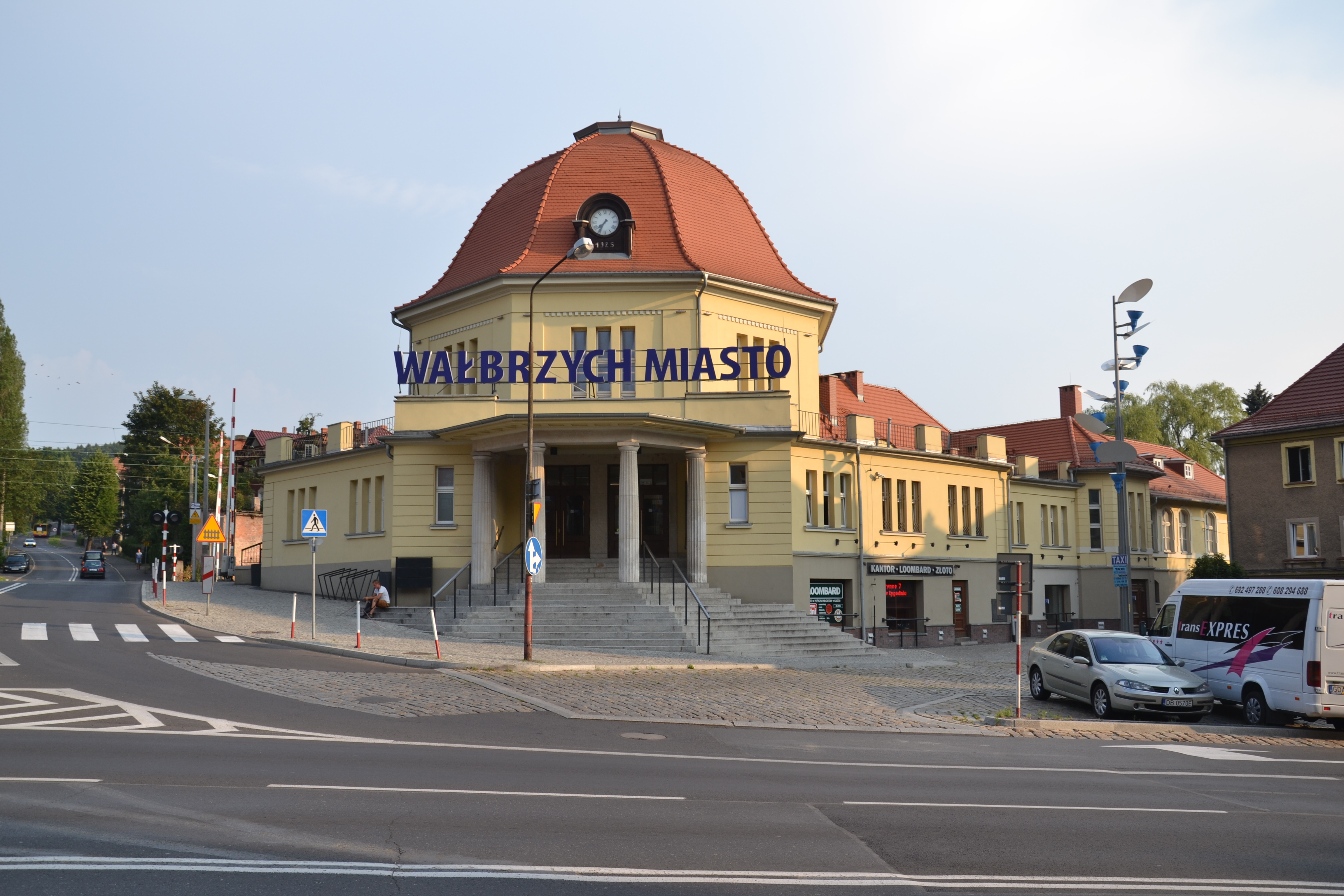
Bahnhof Wałbrzych Miasto
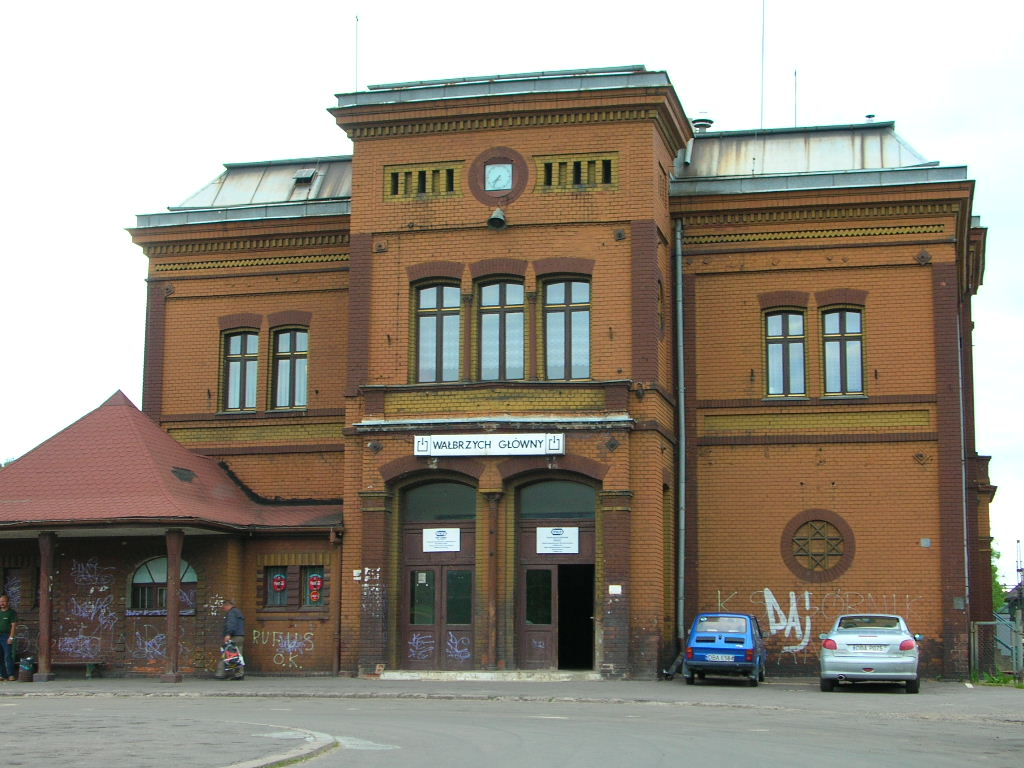
Bahnhof Wałbrzych Główny
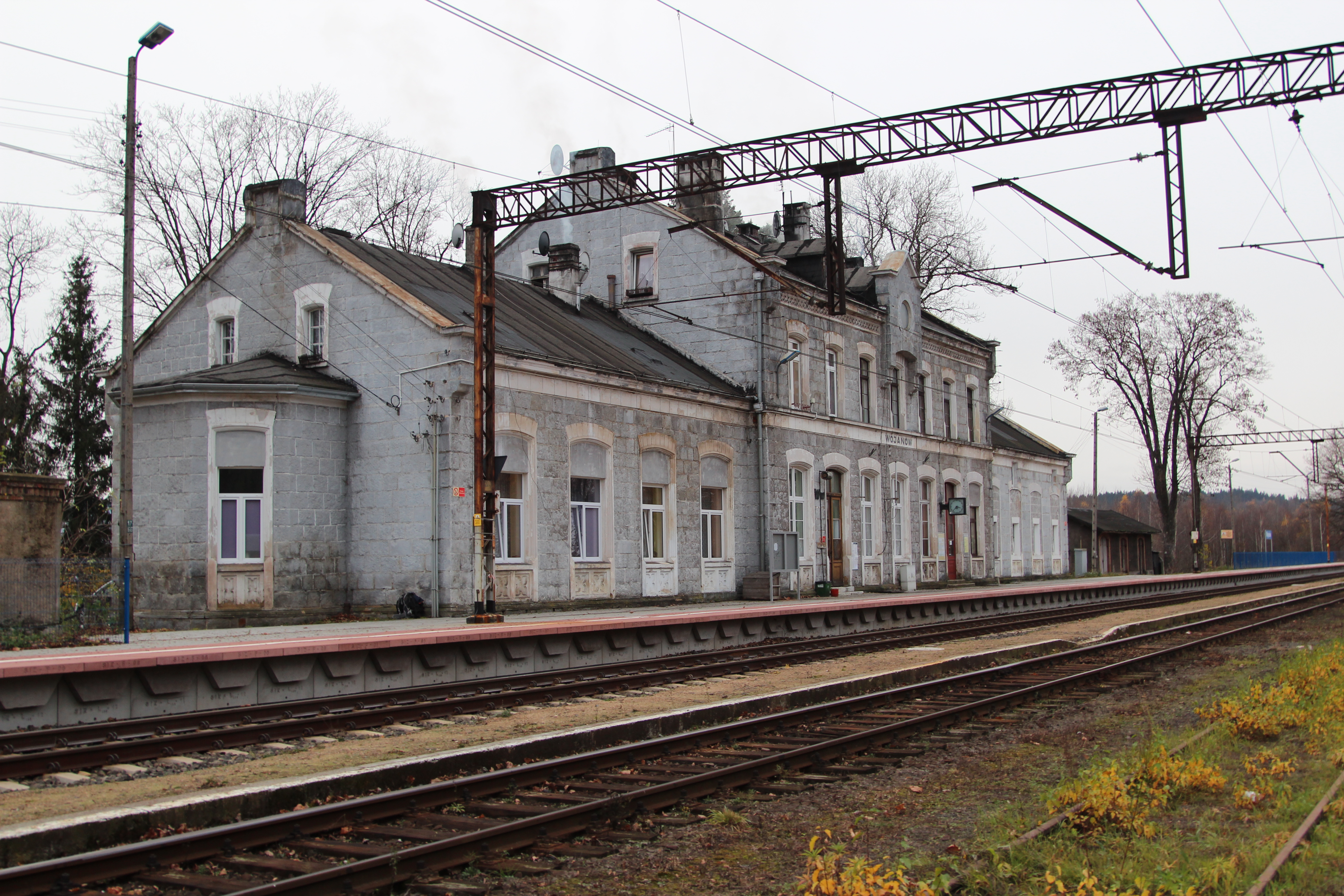
Bahnhof Wojanow
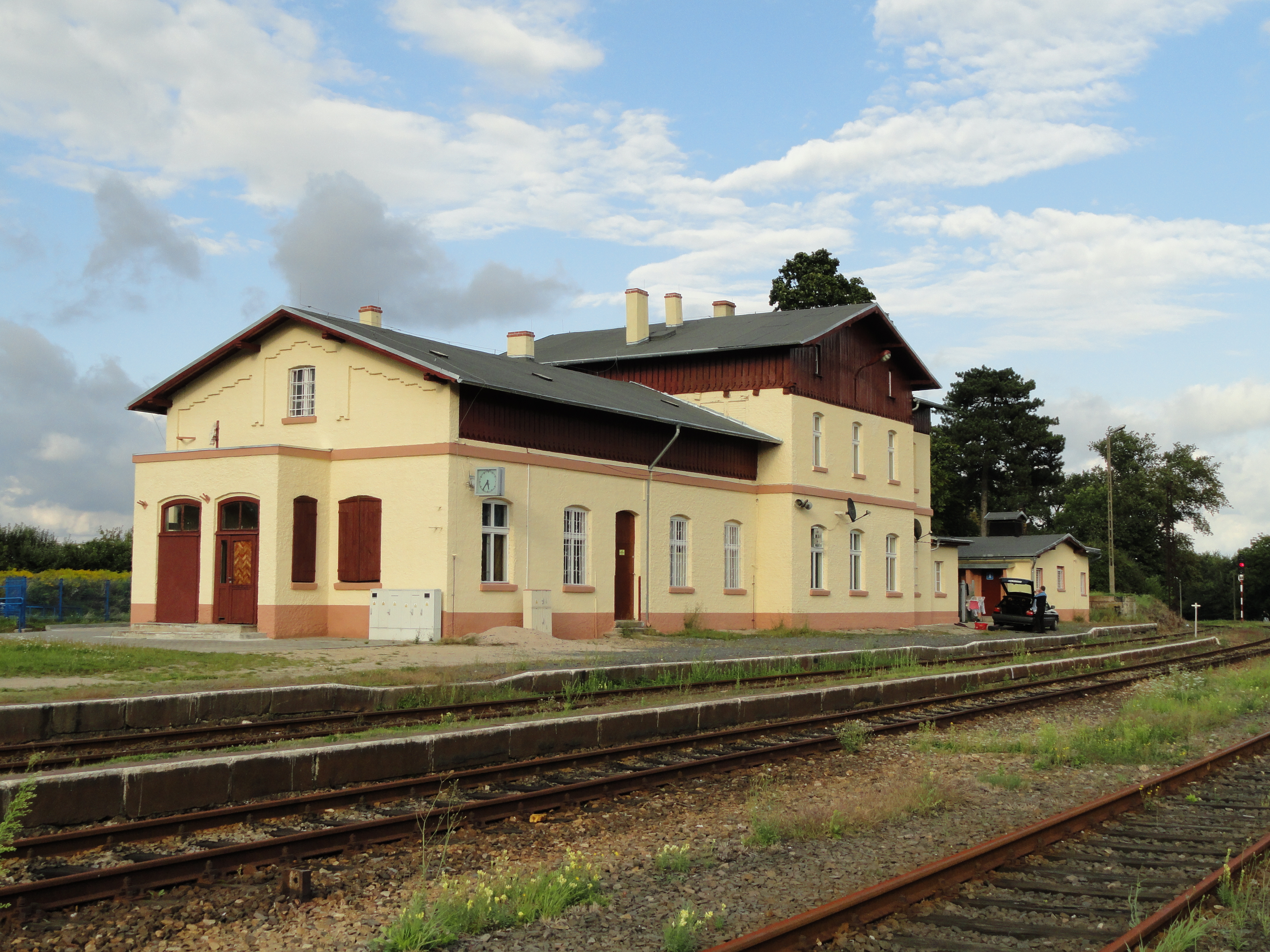
Bahnhof Zgorzelec

Im Bahnhofsgebäude Świebodzki von Wrocław befindet sich eine Spielstätte des Teatr Polski we Wrocławiu (Polnischen Theaters in Breslau).

## Literatur

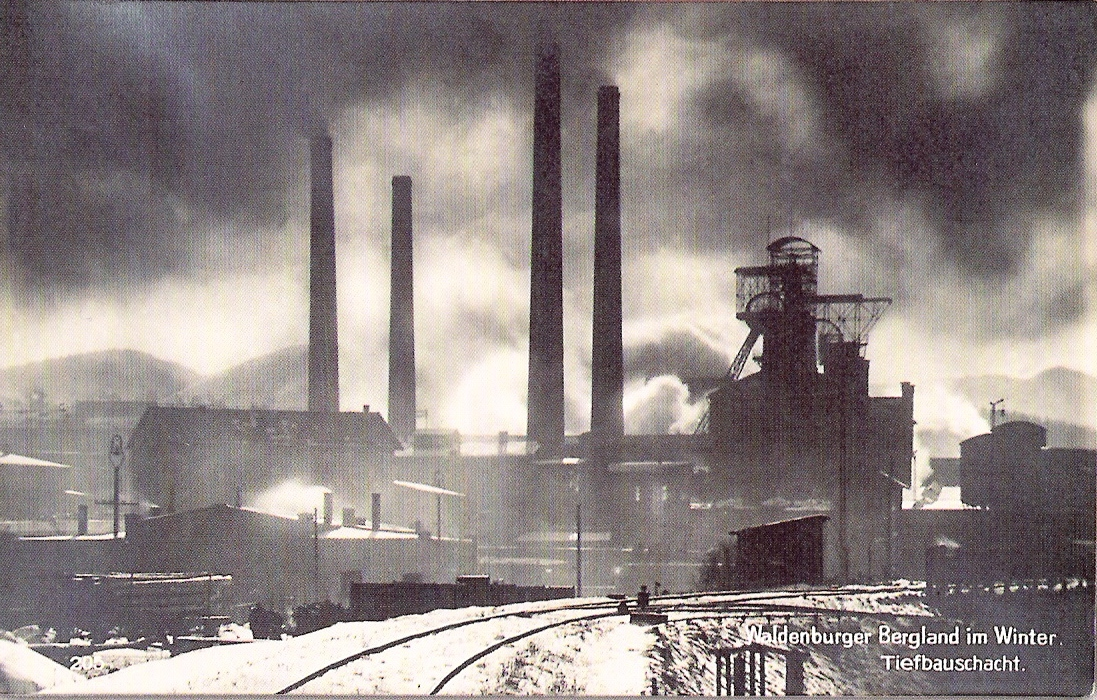
Grube Tiefbau in Waldenburg